# Собор Андрея Первозванного (Усть-Каменогорск)
Андреевский собор (каз. Бірінші шақырылған Әулие Эндрю ғибадатханасы) — православный храм в Усть-Каменогорске, кафедральный собор Усть-Каменогорской епархии Русской Православной Церкви.
Построен в 2001—2007 годах по проекту архитектора Юрия Трашкова. Вмещает около двух тысяч человек.
Андреевский собор построен в традициях русского православного зодчества: пятикупольный, с высокой шатровой колокольней над входом (тот же тип храма «иже под колоколы», что и первоначальный облик Свято-Троицкого храма). Традиционен и золотистый цвет его куполов, отлитых российскими мастерами.
К лету 2006 года здание нового собора в целом приобрело привычный горожанам вид и стало своеобразной визитной карточкой современного Усть-Каменогорска. 6 августа того же года был совершён первый молебен в новопостроенном здании.
Постоянные богослужения в Андреевском соборе совершаются со дня Рождества Христова 2008 года. 29 августа 2010 года собор освящён главой Митрополичьего округа в Республике Казахстан митрополитом Астанайским и Казахстанским Александром.
Собор имеет 3 престола: главный — во имя святого апостола Андрея Первозванного, северный — во имя святых мучениц Веры, Надежды, Любови и матери их Софии, южный — во имя святого великомученика и целителя Пантелеимона.
По инициативе акима Восточно-Казахстанской области Даниала Ахметова к Рождеству Христову 2020 года в соборе был установлен новый дубовый резной иконостас, изготовленный мастерами-резчиками Троицкого братства города Щигры Курской области, ставший подарком руководства области православной общине кафедрального собора.
Святыни: ковчег с частицами мощей святых угодников Божиих: преподобного Сергия Радонежского, преподобного Серафима, Саровского чудотворца, иконы с частицами святых мощей святого апостола Андрея Первозванного; святителя-исповедника Николая, митрополита Алма-Атинского; преподобномучеников Алма-Атинских Серафима и Феогноста, а также частицы святых мощей святителя Макария Алтайского, святого праведного Феодора Томского, преподобного Севастиана Карагандинского, священномучеников Владимира Лепсинского и Виссариона Урджарского.